# Pedro Fernandes de Queirós
Pedro Fernandes de Queirós (Évora, 1565 — Panamá, 1614) foi um navegador e explorador português, ao serviço da coroa e da marinha espanhola, estando entre os primeiros europeus a navegar pelos mares da Oceania.

## Dados biográficos
Queirós nasceu em Évora, Portugal. Ainda jovem veio a estar ao serviço da Dinastia Filipina, quando o Rei de Portugal era simultaneamente o Rei de Espanha. Ao serviço da coroa e da marinha espanhola, tornou-se um experiente marinheiro e navegador. Em 1595, serviu como piloto de Álvaro de Mendaña de Neira nas suas explorações do sudoeste do Oceano Pacífico e, após a sua morte, conduziu o único navio restante da expedição até às Filipinas.
Sendo um católico devoto, Queirós visitou Roma em 1600, onde obteve o apoio do Papa Clemente VIII para prosseguir as explorações. Navegou até ao Peru em 1603 com intenção de encontrar a Terra Australis, o mítico grande país a sul, por forma a reclamá-lo para a coroa espanhola e para a Igreja. Comandando três navios, San Pedro y Paulo, San Pedro e Los Tres Reyes, deixou El Callao, importante porto peruano, em 21 de dezembro de 1605, com 300 tripulantes e soldados.
Em 22 de janeiro de 1606 passaram a Ilha da Encarnação, acostaram na Ilha Sagitária, agora Taiti, em 10 de Fevereiro, e descobriram a 7 de abril, a Ilha Toumako, onde o nativo Rei Tamay lhes forneceu importantes informações geográficas.
Em 25 de abril de 1606, ou talvez já em Maio, a expedição alcançou as ilhas posteriormente designadas por Novas Hébridas e agora sendo a nação independente de Vanuatu. Queirós aportou numa grande ilha que considerou ser parte do tal continente a sul que procurava, a que chamou de Terra Austral ou Austrália do Espírito Santo. A ilha, uma das maiores do arquipélago de Vanuatu, ainda se chama actualmente Ilha do Espírito Santo. Ali, fundou uma colónia a que chamou Nova Jerusalém. O fervor religioso de Queirós levou-o a fundar uma nova Ordem de Cavalaria, os Cavaleiros do Espírito Santo. No entanto, a colónia acabou por ser rapidamente abandonada devido à hostilidade dos nativos e a desacordos entre a tripulação.
Após algumas semanas, Queirós fez-se ao mar novamente. Devido a mau tempo, acabou por se separar dos outros navios e foi incapaz, ou pelo menos assim o afirmou mais tarde, de voltar à costa. Assim, velejou até Acapulco, no México, onde chegou em Novembro de 1606. O seu braço direito no comando, o também português Luís Vaz de Torres, depois de procurar Queirós em vão, deixou a Ilha do Espírito Santo e dirigiu-se a Manila onde acabou por chegar passando pelas Molucas.
Queirós regressou a Madrid em 1607. Passou os próximos sete anos em pobreza, escrevendo numerosos relatos das suas viagens. Implorou ao Rei Filipe III de Espanha que lhe fosse dado financiamento para novas viagens. Foi então enviado para o Peru com cartas abonatórias, apesar do Rei não possuir qualquer intenção de financiar nova expedição. Queirós morreu no Panamá em 1614.

## Feitos na história da navegação
Durante a sua travessia do Oceano Pacifico, nenhum dos seus marinheiros morreu, o que constituiu um feito incomum, devido à prevalência do escorbuto no início do Século XVII. É provável que Queirós conhecesse a solução para a doença, transportando frutos frescos e sumos a bordo. No entanto, ninguém soube desta relação entre a dieta contendo vitamina C, encontrada nas frutas e legumes, nos 150 anos seguintes à morte de Queirós. Crê-se que Queirós talvez tenha escrito sobre esta sua descoberta mas nada foi encontrado nos arquivos espanhóis, algo similar à informação sobre o estreito entre a Nova Guiné e a Austrália encontrado por Luís Vaz de Torres, que ainda hoje se chama Estreito de Torres, mas cuja descoberta só veio a ser publicada pelo geógrafo escocês Alexander Dalrymple em 1759. É provável que James Cook, que finalmente navegou pelo Estreito de Torres em 1770 e que também distribuía sumo de fruta aos seus marinheiros, tivesse tido acesso à informação escrita por Queirós e Torres.

## Queirós e a Austrália
O nome de Pedro Fernandes de Queirós é actualmente bem conhecido na Austrália. Muitos historiadores creditam a Queirós a cunhagem da palavra "Austrália", por ter assim designado as ilhas do arquipélago de Vanuatu e que ele acreditava ser parte de um vasto continente. Cook incluiu a designação "Astralia del Espiritu Santo" (faltando a letra "u") no seu diário, em Agosto de 1770, numa referência à viagem de Queirós. A palavra "Australia" foi então usada em 1794 por George Shaw na sua obra Zoology of New Holland (Zoologia da Nova Holanda) quando se refere à "vasta ilha, ou melhor, Continente da Australia, Australásia, ou Nova Holanda, que só tão tarde atraiu particular atenção."
No relato da viagem de Matthew Flinders, em 1814, em torno do continente australiano, menciona que o termo "Australia" é "agradável ao ouvido, e assemelha-se aos nomes de outras grandes zonas da Terra." Este ponto de vista foi fortemente defendido pelo Governador Lachlan Macquarie, em 1817, que escreveu um relatório para Londres, onde afirmava que "o Continente da Australia, o qual espero que venha a ser o nome dado a este país no futuro, ao invés do incorrecto e mal aplicado nome de 'Nova Holanda', o qual, na verdade, apenas se pode aplicar a uma parte deste imenso Continente." Com este impulso de Macquarie, Austrália veio a provar-se ser a escolha mais popular.
No Século XIX, alguns católicos australianos, a viver sobre o domínio protestante, afirmavam que havia sido Queirós que na verdade descobriu a Austrália, muito antes dos protestantes Abel Tasman e James Cook. O arcebispo de Sydney entre 1884 a 1911, Francis Cardinal Moran, afirmava que isto era um facto, sendo este o ensino oficial das escolas católicas por muitos anos. Ele afirmava que o verdadeiro local da colónia estabelecida por Queirós, Nova Jerusalém, situava-se perto de Gladstone em Queensland.
Baseado nesta teoria, o poeta católico australiano, James McAuley (1917-1976) escreveu um poema épico intitulado Captain Quiros (Capitão Queirós), em 1964, no qual descrevia Queirós como um mártir pela causa da civilização da Cristandade Católica, apesar de não referir que Queirós tenha descoberto a Austrália. O tom extremamente político do poema foi friamente recebido pelos intelectuais e governantes australianos, numa época de grande rivalidade entre as facções católicas e protestantes. O escritor australiano John Toohey publicou um romance, inspirado e intitulado Quiros (Queirós), em 2002.
Na verdade, a afirmação de que os portugueses terão sido os primeiros a chegar à Austrália é cada vez mais consensual. Os argumentos avançados a favor desta ideia lembram que, na primeira metade do Século XVI, os navegadores portugueses percorriam não apenas os mares da Austrália, mas estavam firmemente estabelecidos na região, em ilhas como Timor, Solor e outras. Depois, ao se observar os mapas portugueses do Século XVI, aparecem terras com uma configuração semelhante à actual Austrália. A razão porque aí não se terão fixado talvez se prenda com a enorme distância que separa este continente de Portugal, implicando mais de um ano de viagem marítima. Outra razão para a não colonização do território tem a ver, sobretudo, com a ausência de população com quem se pudesse fazer comércio ou utilizar como mão-de-obra. Ainda hoje, a simples análise de um mapa denuncia os vestígios da presença portuguesa na região. A costa noroeste da Austrália inclui um local de nome Abrolhos, que não será mais do que a reminiscência de uma frase portuguesa que ecoa, através dos tempos, os gritos dos marinheiros portugueses ao navegarem por estas águas traiçoeiras: "Abre os olhos!". A situação toponímica do local alterou-se desde então tendo passado estas pequenas ilhas a ser hoje designadas por "Houtman Abrolhos Islands", sendo que se afirma que este nome data do Século XVI. A povoação de Geraldton, com cerca de 25 000 habitantes, tem uma Catedral de São Francisco Xavier. Um topónimo cuja origem ainda não foi possível deslindar foi o da "Lusitania Bay" (Baía Lusitânia), na Ilha de Macquarie a sudoeste da Tasmânia, considerada Reserva Natural desde 1933.
A relação entre os exploradores portugueses e a Austrália continua apaixonar muitos investigadores e historiadores.